# أفرو كلوب كاديت
أفرو كلوب كاديت (بالإنجليزية: Avro Club Cadet) هي طائرة تدريب ورياضة، ذات سطحين، مع مقعدين في مقصورة مكشوفة. أنتجت في 1933 ببريطانيا. من صناعة أفرو. كان أول طيران لها في 1933. صنع منها 27 طائرة.